# Nietzsche et la philosophie
Nietzsche et la philosophie (em português:  Nietzsche e a filosofia) é um livro de 1962 sobre a obra de Friedrich Nietzsche escrito pelo filósofo francês Gilles Deleuze, no qual Nietzsche é analisado como um filósofo sistemático e coerente. Deleuze também discute conceitos como a vontade de poder e o eterno retorno. Nietzsche e a filosofia é uma obra célebre e influente, especialmente para a filosofia francesa; sua publicação em 1962 é considerada como responsável por uma transformação significativa na filosofia francesa, que antes havia dado pouca consideração a Nietzsche como um filósofo.

## Resumo
No livro, Deleuze argumenta que a recepção do pensamento de Nietzsche envolve duas questões-chave: 1) se tal ajudou a preparar as bases para o fascismo; e 2) se este merece ser considerado filosofia. Deleuze, que compara Nietzsche a Spinoza, considera Nietzsche um dos maiores filósofos do século XIX, creditando-lhe a modificação dos padrões "tanto da teoria quanto da prática da filosofia". Deleuze afirma que os conceitos de Nietzsche, como a vontade de poder e o eterno retorno, são geralmente mal interpretados: o primeiro basicamente como relacionado a "querer ou buscar poder" e o último como "o retorno de um determinado arranjo de coisas depois que todos outros arranjos tenham sido realizados... o retorno do idêntico ou do mesmo". Deleuze destaca que em Assim Falou Zaratustra (1883), Nietzsche negou duas vezes que "o eterno retorno é um círculo que faz o mesmo retorno". Além disso, Deleuze discute as visões filosóficas de Hegel e Martin Heidegger, relacionando-as com Nietszche, e temas como a dialética e genealogia.

## Histórico de publicação
Nietzsche e a Filosofia foi publicado pela primeira vez pela Presses universitaires de France (PUF), em 1962. O livro foi publicado em inglês pela Athlone Press em 1983, com tradução de Hugh Tomlinson. No Brasil, a primeira edição foi publicada em 1976 pela editora Rio.

## Recepção
O filósofo Richard Rorty, escrevendo ao The Times Literary Supplement, deu a Nietzsche e a filosofia uma crítica mista. Rorty disse que o livro recebeu "aclamação considerável" e sugeriu que o O anti-Édipo (1972), por Deleuze em conjunto com o psicanalista Félix Guattari, representa uma continuação desse trabalho. Ele contrastou a interpretação de Deleuze sobre Nietzsche com a de Heidegger. Embora tenha elogiado Deleuze por suas observações "iluminadoras" sobre assuntos específicos, como a relação entre as visões filosóficas de Nietzsche e Hegel, Rorty criticou a discussão de Deleuze sobre o conceito de vontade de poder, sugerindo que ele tentou conferir uma plausibilidade superficial a aspectos insustentáveis nas visões de Nietzsche. Ele também destacou haver um contraste significativo entre as opiniões de Nietzsche e as de Deleuze. 
Ronald Bogue avaliou que Nietzsche e a filosofia marcou uma virada significativa na filosofia francesa, que antes de Deleuze havia dado pouca atenção em considerar Nietzsche como um filósofo sério. Ele creditou Deleuze como um dos primeiros teóricos a discutir cuidadosamente os conceitos nietzschianos de vontade de poder e do eterno retorno, e destacou que o livro levantou questões que se tornaram centrais para os estudos de Nietzsche e, de modo mais geral, no pós-estruturalismo francês. Ele acrescentou que muitos dos temas centrais das obras posteriores de Deleuze foram foram mencionados pela primeira vez em Nietzsche e a Filosofia.
Os filósofos Bernd Magnus e Kathleen Higgins compararam a visão de Deleuze de Nietzsche à de filósofos como Jacques Derrida, Alexander Nehamas e Rorty. Nehamas argumentou que Nietzsche tem uma "dupla relação" com a tradição filosófica, minando-a apesar de estar ciente de que não pode rejeitá-la completamente, sustentando que a visão de Deleuze de que Nietzsche originou um modo radical de pensamento "não dialético" atribui uma visão inequívoca à filosofia de Nietzsche que não foi bem sustenta no livro. Daniel W. Smith descreveu Nietzsche e a filosofia como "uma das leituras mais importantes e influentes, bem como idiossincráticas, de Nietzsche que surgiram na Europa". Ele comparou o livro aos estudos de Nietzsche feitos pelo ensaísta Pierre Klossowski e por Heidegger. O filósofo Stephen Houlgate rejeitou a visão de Deleuze sobre a dialética hegeliana como a negação definitiva da vida, argumentando que Deleuze foi enganado por Nietzsche.  Michael Tanner descreveu Nietzsche e a filosofia como uma obra célebre, considerando-a "bastante ríspida sobre Nietzsche, mas interessante sobre Deleuze". 
O filósofo Hans Sluga disse que Nietzsche e a Filosofia foi uma possível influência sobre a obra de Michel Foucault, sugerindo que o trabalho ajudou Foucault a descobrir Nietzsche como um "pensador genealógico, o filósofo da vontade de poder"  O filósofo Christopher Norris escreveu que Deleuze abordou Nietzsche de uma forma "nitidamente contrária à sabedoria exegética recebida", e que Nietzsche e a Filosofia era um "tour de force expositivo". O filósofo Peter Dews defende que os temas abordados em Nietzsche e a filosofia foram fundamentais para os textos pós-estruturalistas da década que se seguiu à sua publicação, incluindo O anti-Édipo (1972). Che-ming Yang chamou o livro de obra-prima, e que mostra que a leitura de Nietzsche é central para o projeto filosófico de Deleuze. O filósofo Alan D. Schrift disse que o livro "foi um fator importante para o aumento do interesse por Nietzsche na França na década de 1960".